# Llansantffraid Glan Conwy
Llansantffraid Glan Conwy är en ort och community i Storbritannien.   Den ligger i kommunen Conwy och riksdelen Wales, i den södra delen av landet, 300 km nordväst om huvudstaden London. Antalet invånare är 2 196.